# Мошково селище
Мошково селище е един от най-големите градове на Волжка България на река Свияга, разположен в Уляновски район на Уляновска област близо до село Старое Алейкино.
Първото му оригинално име се споменава като град Сауан на картата на Мохамед ал-Идриси. Близо до Мошково, на 3 км се намира селището Сюндюково до село Красное Сюндюково. Площта на Савана (селище Мошково) е била 3,21 km² (заедно с укрепленията).